# Article 7 de la Constitution éthiopienne de 1994
L'article 7 de la Constitution éthiopienne de 1994 concerne l'égalité de sexes des dispositions du texte.

## Texte de l'article
«Article 7 - Référence au genre
Les dispositions de la présente Constitution énoncées au genre masculin devront également s'appliquer aux personnes de sexe féminin.»
Dispositions de la présente Constitution énoncées dans le genre masculin s'applique également au genre féminin